# Liste de mosquées du Canada
Cet article présente la liste de mosquées (temples islamiques) du Canada.

## Liste
| Nom                                          | Image | Ville                     | Province                | Inauguration     | Remarques                                                 |
| -------------------------------------------- | ----- | ------------------------- | ----------------------- | ---------------- | --------------------------------------------------------- |
| Mosquée Baitun Nur de Calgary                |       | Calgary                   | Alberta                 | 5 juillet 2008   | Mosquée de la Communauté musulmane Ahmadiyya              |
| Mosquée centrale de Calgary                  |       | Calgary                   | Alberta                 |                  | Mosquée sunnite                                           |
| Mosquée Baitur Rahman de Delta               |       | Delta                     | Colombie-Britannique    | 25 mai 2013      | Une des plus grandes Mosquées, de la communauté Ahmadiste |
| Mosquée Al-Rashid                            |       | Edmonton                  | Alberta                 | 12 décembre 1938 | Première Mosquée du Canada                                |
| Mosquée Baitul Hamd de Mississauga           |       | Mississauga               | Ontario                 | 22 février 1999  | Mosquée de la Communauté musulmane Ahmadiyya              |
| Mosquée Al Noor de Saint-Jean de Terre-Neuve |       | Saint-Jean de Terre-Neuve | Terre-Neuve-et-Labrador | 15 mars 1990     | Unique mosquée de Terre-Neuve                             |
| Mosquée d'Ottawa                             |       | Ottawa                    | Ontario                 |                  |                                                           |
| Mosquée Baitul Islam de Vaughan              |       | Vaughan                   | Ontario                 | 17 octobre 1992  | Plus grande mosquée de l'Ontario                          |
| Centre culturel islamique de Québec          |       | Québec                    | Québec                  | 1985             |                                                           |
| Mosquée de Québec à Limoilou                 |       | Québec                    | Québec                  | 2007             |                                                           |